# Hallo Monaco
 Hallo Monaco  ist das Debütalbum des deutschen Rappers Capo. Es wurde am 4. Oktober 2013 über das Independent-Label Hitmonks veröffentlicht.

## Inhalt
Auf dem Album befinden sich Party-Songs (Champagner für alle, Geburtstag), aber auch tiefgründige Songs (Bis ich frei bin, Schwere Zeit). Zudem beinhaltet das Album auch sehr südamerikanisch beeinflusste Musik (Mein Film, Ritz Carlton, Hater, Erzähl ma’). Am Veröffentlichungstag des Albums erschien ein Interview mit dem Magazin Focus. Darin erläuterte Capo, dass es nicht widersprüchlich ist, eine Zusammenarbeit mit Cro gemacht zu haben: „Eigentlich gar nicht. Ich finde, ich bin ein sehr unverkrampfter Typ und in Deutschland sind alle immer so steif. Da sagen viele: ‚Ey der Typ und du, das passt gar nicht‘, aber in den USA macht auch ein Undercover-Straßen-Gangster-Rapper einen Song mit Justin Bieber und die Leute akzeptieren es. Die sind da viel lockerer drauf. Menschen in Deutschland sind voll verkrampft und das verstehe ich nicht. Es geht auch gar nicht darum, ob der Typ zu mir passt. Er soll ja nicht mein Freund sein, oder sein ganzes Leben mit mir teilen. Es war eine Zusammenarbeit für den Song und da haben wir super harmoniert.“ Zudem äußerte er sich zu seinen persönlichen Favoriten auf dem Album: „‚Champagner für alle‘ höre ich zurzeit rauf und runter. Den Song feiere ich übelst was das Raptechnische betrifft. ‚Mein Film‘ höre ich mir auch gerne an und den Song mit Cro.“

## Vermarktung
Bereits im Vorfeld der Veröffentlichung wurden mehrere Videos zum Album veröffentlicht. So erschienen Videos zu den Songs Mein Film, Rohdiamant, Champagner für alle und ein Splitvideo zur Single Erzähl' ma / Hater, welche schon am 18. August veröffentlicht wurde. Ein Trailer und eine Dokumentation über das Album wurden ebenfalls auf YouTube veröffentlicht. Außerdem gab Capo Interviews bei den Online-Magazinen 16bars.de, Rap.de und Backspin.tv.

## Gastbeiträge
Zu den Gastbeiträgen auf dem Album zählen die Rapper Shindy, Bausa, Rola, Cro, der Sänger Chima sowie Capos älterer Bruder Haftbefehl. Shindy ist auf dem Song Ritz Carlton vertreten. Cro singt den Refrain auf Rohdiamant und Chima ist als Sänger auf dem Song Wenn du willst vorhanden. Bausa tritt in den Songs Tief in die Nacht und Barbiebabyboo in Erscheinung während Capo von seinem Bruder Haftbefehl auf den Songs Champagner für alle, In Paris, Hater und Erzähl' ma unterstützt wird.

## Produktion
Als Produzenten des Albums tritt das Duo Bounce Brothas oft in Erscheinung. Der Musikproduzent Abaz steuerte auch Songs bei.

## Titelliste
| #  | Titel                  | Gastmusiker | Produzent      | Länge |
| -- | ---------------------- | ----------- | -------------- | ----- |
| 1  | Hallo Monaco           |             | 7inch          | 4:02  |
| 2  | Champagner für alle    | Haftbefehl  | Abaz           | 3:50  |
| 3  | Mein Film              |             | Bounce Brothas | 3:28  |
| 4  | Rohdiamant             | Cro         | 7inch          | 3:31  |
| 5  | Was geht heute Nacht   |             |                | 3:10  |
| 6  | Wenn du willst         | Chima       |                | 3:34  |
| 7  | Engel der Nacht        |             |                | 3:54  |
| 8  | Bis ich frei bin       |             |                | 4:10  |
| 9  | Tief in die Nacht      | Bausa       |                | 3:41  |
| 10 | Ritz Carlton           | Shindy      |                | 3:20  |
| 11 | Geburtstag             |             |                | 2:35  |
| 12 | In Paris               | Haftbefehl  |                | 3:29  |
| 13 | Venus & Mars           | Rola        |                | 3:47  |
| 14 | Body Language          |             |                | 3:29  |
| 15 | Ich zeig dir die Welt  |             |                | 4:29  |
| 16 | Schwere Zeit           |             |                | 3:24  |
| 17 | Hater                  | Haftbefehl  | Bounce Brothas | 3:50  |
| 18 | Mittelpunkt des Abends |             |                | 2:35  |
| 19 | Erzähl ma’             | Haftbefehl  | Bounce Brothas | 3:09  |
| 20 | Barbiebabyboo          | Bausa       |                | 4:51  |

## Singleauskopplungen
- Hater / Erzähl ma (2013; feat. Haftbefehl)
- Ritz Carlton (2013; feat. Shindy)

## Charts und Chartplatzierungen
Hallo Monaco erreichte in Deutschland Rang 21 der Albumcharts und platzierte sich eine Woche in den Charts. Darüber hinaus erreichte das Album Rang 15 der deutschen Independentcharts. In Österreich erreichte das Album bei einer Chartwoche Rang 30, in der Schweizer Hitparade ebenfalls bei einer Chartwoche Rang 28. In allen drei Ländern ist es der erste Album-Charterfolg von Capo.
| ChartsChartplatzierungen | Höchstplatzierung | Wochen |
| ------------------------ | ----------------- | ------ |
| Deutschland (GfK)        | 21 (1 Wo.)        | 1      |
| Österreich (Ö3)          | 40 (1 Wo.)        | 1      |
| Schweiz (IFPI)           | 28 (1 Wo.)        | 1      |